# Karl von Türckheim
Freiherr Karl von Türckheim (* 1743 in Wien; † 13. Dezember 1798) war k. k. Feldmarschall-Lieutenant und Ritter des Maria-Theresia-Ordens.
Er entstammt wahrscheinlich der Türckheim von Altdorf.
Türckheim kämpfte im Siebenjährigen Krieges im Infanterie-Regiment No. 44 (Clerici). Er zeichnete sich am 14. Oktober 1758 in der Schlacht bei Hochkirch und am 21. November 1759 bei Maxen aus. Im Juli 1760 kämpfte er bei der Verteidigung von Dresden. Am Ende des Krieges war er bis zum Hauptmann befördert worden.
Im Jahr 1770 kam er als Major zum Infanterie-Regiment No.26 (Puebla) und kehrte 1773 als Oberstleutnant in das Infanterie-Regiment No. 44 (Gaisruck) zurück. Anschließend kam er 1777 in gleicher Eigenschaft wieder in das Infanterie-Regiment No. 26 (Riese), dort wurde er im August 1781 zum Oberst befördert.
Während des 8. Türkenkrieges stand er mit zwei Bataillonen seines Regiments an der Militärgrenze. Dort wurde er im Januar 1789 zum Generalmajor befördert. Bei der Belagerung von Belgrad überwachte er freiwillig Tag und Nacht die Arbeiten in den Laufgräben. Als am 19. September ein Ausfall erfolgte, konnte Türckheim diesen erfolgreich abwehren.
Als nach dem Krieg das Kapitel des Maria-Theresia-Ordens unter Vorsitz des Kaisers tagte, wurde auch Türckheim vorgeschlagen. So erhielt er am 19. Dezember 1790 in der 23. Promotion das Kleinkreuz. Er wurde am 4. März 1796 mit Rang vom 8. März 1794 zum Feldmarschall-Lieutenant befördert und starb am 13. Dezember 1798.